# Osmia jacoti
Osmia jacoti är en biart som beskrevs av Cockerell 1929. Osmia jacoti ingår i släktet murarbin, och familjen buksamlarbin. Inga underarter finns listade i Catalogue of Life.